# Josep Ginés i Marín

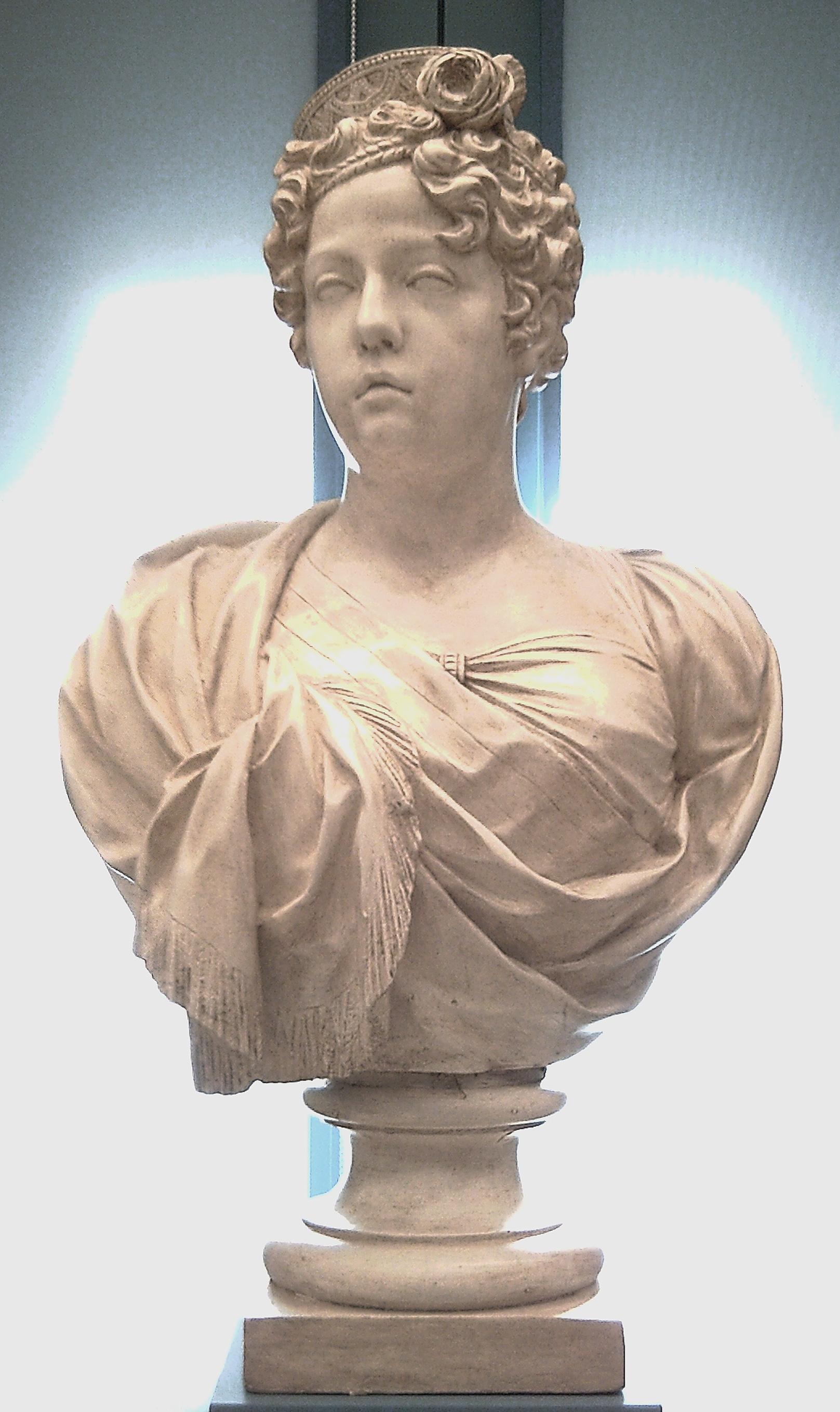
Bust de Maria Isabel de Portugal fet per Josep Ginés sota comanda de Ferran VII.

Josep Ginés i Marín (Polop, Marina Baixa, 1768 - Madrid, 1823) fou un escultor valencià, amb un estil acadèmic i neoclàssic.
Es va formar a l'Acadèmia de Sant Carles de València. L'any 1786 va rebre una pensió de la mateixa acadèmia valenciana per anar a ampliar els seus estudis a Madrid, a l'Acadèmia de Belles Arts de San Fernando. Un dels seus primers treballs a nivell professional va ser la decoració de la façana d'una sala de ball, al Palau del Marquès de Cogolludo. També va realitzar l'ornamentació de l'escala principal del Palacio Real, i va realitzar alguns encàrrecs per Carles IV de Castella.
Pocs anys després, el 1794 va ser nomenat pintor de cambra, a nivell honorari, tot i la seva joventut. Sis anys més tard, també rebria el títol d'estucador de cambra. Aquest rang li va permetre intervenir en ornamentacions més importants, com les de la Casita del Príncipe d'El Escorial o les de la Casa del Labrador d'Aranjuez. El 1814 fou nomenat acadèmic de mèrit de San Fernando.
Va ser el primer escultor de Ferran VII, i a l'hora va realitzar diversos encàrrecs oficials per a la ciutat de Madrid, considerat un dels millors escultors del moment a la capital de l'estat.

## Obres destacades
- Casita del Príncipe d'El Escorial
- Casa del Labrador d'Aranjuez
- Capella real de Palau
- Els Quatre Evangelistes de la parròquia de Sant Just
- Bust d'Isabel de Bragança